# O Ensino
O Ensino foi um periódico especializado em assuntos de educação que se publicou na cidade do Porto em finais do século XIX.